# Bertincourt
Bertincourt is een gemeente in het Franse departement Pas-de-Calais (regio Hauts-de-France). De plaats maakt deel uit van het arrondissement Arras. Bertincourt telde op 1 januari 2022 918 inwoners. 

## Geografie
De oppervlakte van Bertincourt bedroeg op 1 januari 2022 7,58 vierkante kilometer; de bevolkingsdichtheid was toen 121,1 inwoners per km².

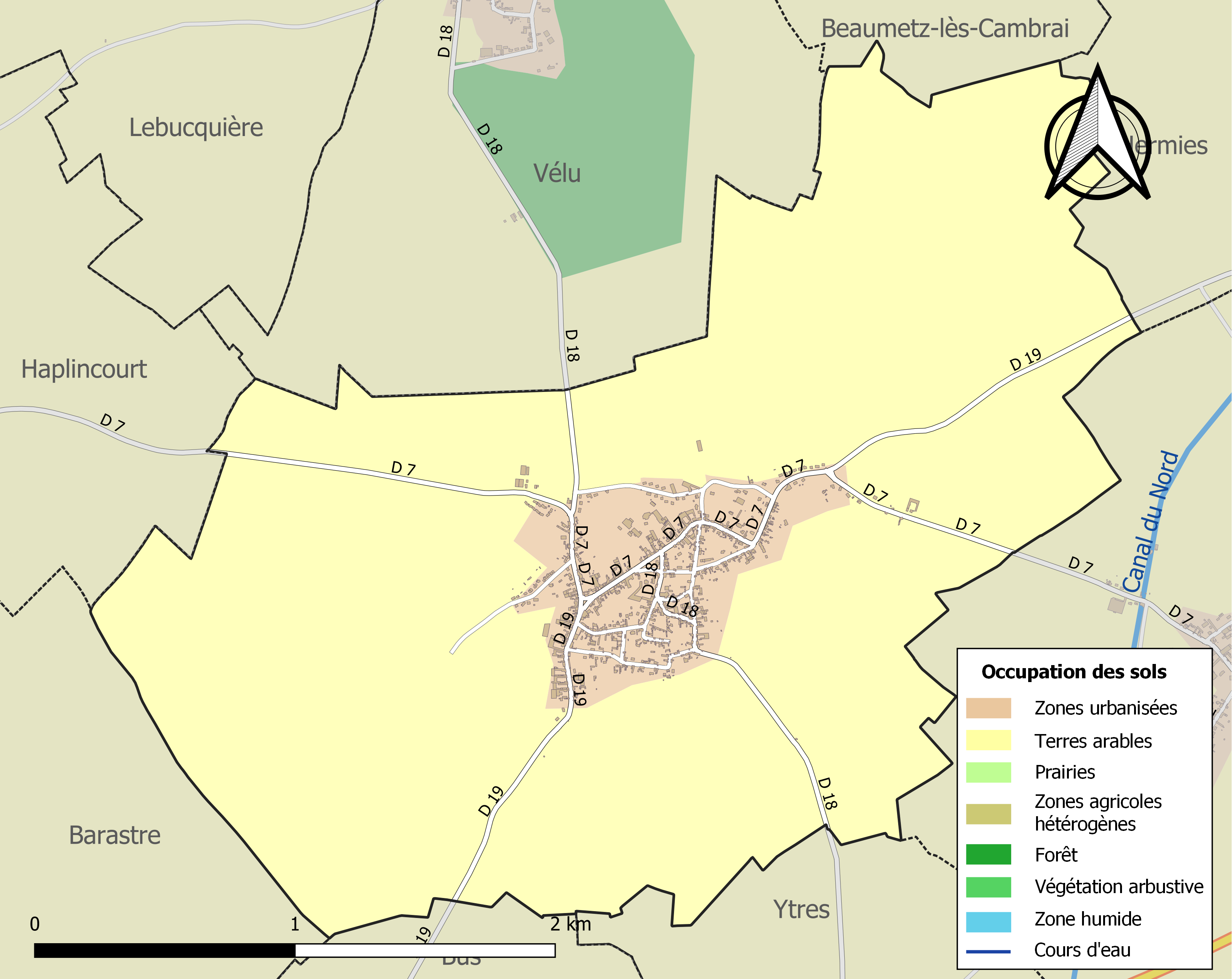
Kaart van de gemeente met belangrijkste infrastructuur, bodemgebruik en omliggende gemeenten

## Demografie
Onderstaande figuur toont het verloop van het inwonertal (bron: INSEE-tellingen).